# Lambula aroa
Lambula aroa är en fjärilsart som beskrevs av Bethune-Baker 1904. Lambula aroa ingår i släktet Lambula och familjen björnspinnare. Inga underarter finns listade i Catalogue of Life.